# Bathyphantes nigrinus
Bathyphantes nigrinus es una especie de araña del género Bathyphantes, familia Linyphiidae. Fue descrita científicamente por Westring en 1851.
Se distribuye por Bélgica, Reino Unido de Gran Bretaña e Irlanda del Norte, Federación Rusa, Polonia, Finlandia, Austria, Noruega, Francia, Suecia, Alemania, Dinamarca, Países Bajos, Suiza, Estonia, Luxemburgo, Italia, Estados Unidos, Bielorrusia, Canadá, Hungría y Letonia. La especie se mantiene activa durante todos los meses del año.